# Timber Creek
Pour les articles homonymes, voir Timber.
La Timber Creek est un cours d'eau américain qui s'écoule dans le comté de Grand, dans le Colorado. Entièrement protégée au sein du parc national de Rocky Mountain, elle se jette dans le Colorado.